# Regionalna Dyrekcja Lasów Państwowych w Szczecinku
Regionalna Dyrekcja Lasów Państwowych w Szczecinku – jedna z 17 Regionalnych Dyrekcji Lasów Państwowych w Polsce.

## Charakterystyka
Dyrekcja obejmuje lasy z województwa zachodniopomorskiego, pomorskiego i wielkopolskiego o powierzchni 631 000 ha. Dzieli się na 30 nadleśnictw: Białogard, Bobolice, Borne Sulinowo, Bytów, Czaplinek, Czarne Człuchowskie, Czarnobór, Człuchów, Damnica, Drawsko, Dretyń, Gościno, Karnieszewice, Leśny Dwór, Łupawa, Manowo, Miastko, Niedźwiady, Osusznica, Polanów, Połczyn, Sławno, Szczecinek, Świdwin, Świerczyna, Trzebielino, Tychowo, Ustka, Warcino, Złocieniec.